# Coniopteryx confluens
Coniopteryx confluens är en insektsart som beskrevs av Meinander 1983. Coniopteryx confluens ingår i släktet Coniopteryx och familjen vaxsländor. Inga underarter finns listade i Catalogue of Life.